# Simtek
Simtek var ett brittiskt formel 1-stall som tävlade säsongerna 1994 och 1995.
Simtek är mest ihågkommet för att deras förare Roland Ratzenberger omkom i en av stallets bilar under träningen inför San Marinos Grand Prix 1994. Stallet siktade högt och 1995 lyckades man värva Jos Verstappen från Benetton men gick i konkurs efter bara fem lopp.

## F1-säsonger
| Säsong | Tävlingsnamn    | Bil         | Motor          | Däck | Poäng | VM-plac. | Förare 1               | Förare 2                                                                                 |
| ------ | --------------- | ----------- | -------------- | ---- | ----- | -------- | ---------------------- | ---------------------------------------------------------------------------------------- |
| 1994   | MTV Simtek Ford | Simtek S941 | Ford HB 3.5 V8 | G    | 0     | 12:a     | David Brabham          | Roland Ratzenberger Andrea Montermini Jean-Marc Gounon Domenico Schiattarella Taki Inoue |
| 1995   | MTV Simtek Ford | Simtek S951 | Ford HB 3.0 V8 | G    | 0     | 11:a     | Domenico Schiattarella | Jos Verstappen                                                                           |